# Wenzel Messenhauser

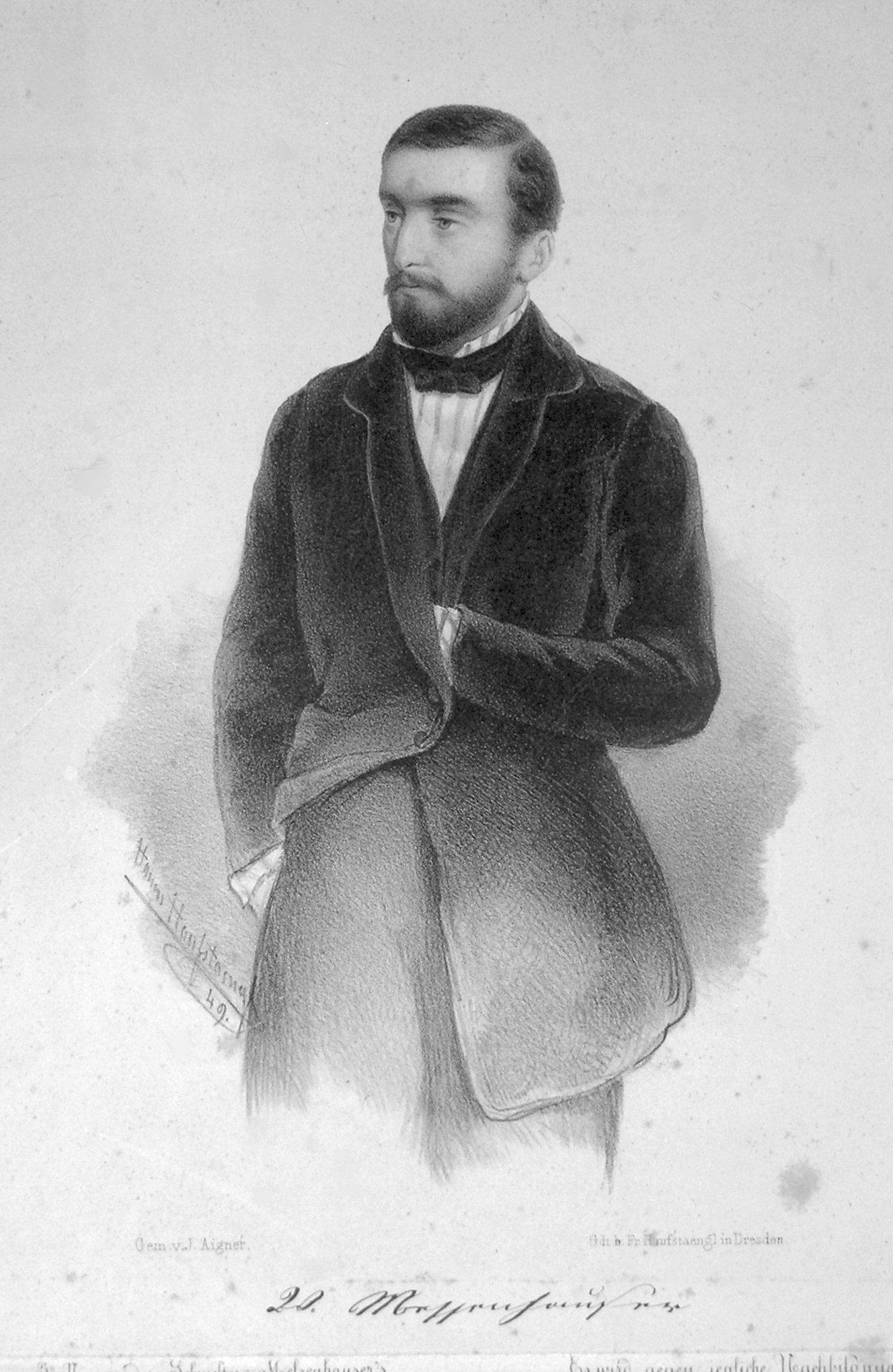
Wenzel Messenhauser na litografii Johanna (Hannsa) Hanfstängla (1849)

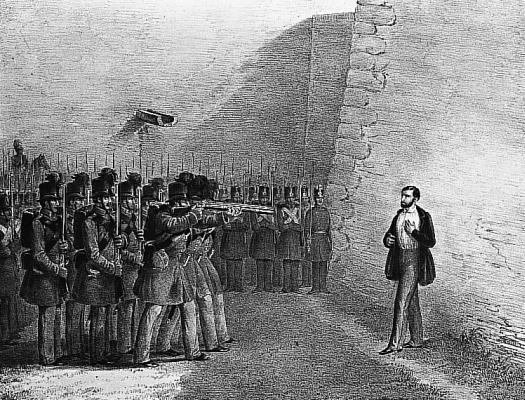
Rozstrzelanie Messenhausera na litografii Eduarda Weixelgärtnera

Cäsar Wenzel Georg Messenhauser (ur. 4 stycznia 1813 w Prościejowie, zm. 16 listopada 1848 w Wiedniu) – austriacki oficer i pisarz pochodzenia morawskiego, uczestnik powstania w Wiedniu w październiku 1848 roku. Publikował pod pseudonimami Wenzeslaw March, Ernst March i Johannes Erin.

## Życiorys
Wenzel Messenhauser był synem Simona Messenhausera i Josefy z domu Griesleitner. Jego ojciec służył jako dobosz w 10. Kompanii Fizylierów Pułku Piechoty Franciszka I, matka była sprzątaczką. Miał jedną siostrę. 
W 1819 roku wstąpił do szkoły wojskowej (Regiments-Knabenerziehungshaus) przy 1 Pułku Piechoty, w 1829 został szeregowcem, w 1830 roku kapralem. Był samoukiem; jako pisarz zwrócił na siebie uwagę traktatem Schiefe Schlachtordnung. Publikował w czasopiśmie „Humorist” Moritza Gottlieba Saphira, spisał też historię 4 Pułku Piechoty. Napisał historię starożytności w dziesięciu tomach, która jednak nie znalazła wydawcy. W 1832 awansowany na chorążego w 15 Pułku Piechoty. W 1839 w stopniu podporucznika w 4 Pułku Piechoty, w 1840 został porucznikiem, w 1845 oberleutnantem (starszym porucznikiem). Zimą 1846 jego oddział został oddelegowany do Krakowa w celu stłumienia powstania. W 1847 roku stacjonował we Lwowie. Z powodu udziału w komitecie lwowskiej Gwardii Narodowej, po udzieleniu nagany i odbyciu kary trzech dni aresztu został 28 kwietnia 1848 roku zwolniony ze służby wojskowej. Poświęcił się wtedy pracy literackiej, próbował też wydawać czasopismo „Die Volkstribüne”, które nie spotkało się jednak z przychylnym przyjęciem i po czterech numerach przestało się ukazywać. Publikował na łamach „Sonntagsblätter” Frankla i „Die Gegenwart” Schumachera.
Podczas powstania w Wiedniu 12 października 1848 roku został wybrany na tymczasowego komendanta Gwardii Narodowej. Usiłował pośredniczyć między radykalnymi a umiarkowanymi stronnictwami powstańców. Po zdobyciu miasta przez feldmarszałka Alfreda Windisch-Grätz dobrowolnie stawił się na wezwanie komendanta miasta, mimo że mógł ratować się ucieczką, do czego go namawiano. Został aresztowany, skazany na śmierć przez doraźny sąd i rozstrzelany w fosie fortecznej. Nie zgodził się na zasłonięcie oczu i sam wydał rozkaz do strzału.
Jego narzeczoną była Valerie Peschkettel (zm. 1917), później zamężna za Andreasem Mikuliczem, ojcem Jana Mikulicza-Radeckiego. Jego szwagier Weidling po otrzymaniu wiadomości o śmierci Messenhausera podobno oszalał.
Był przychylny Polakom, interesował się polską historią i literaturą. Przetłumaczył na niemiecki Konrada Wallenroda (przekład ten jednak nie zachował się).
Część jego rękopisów przechowywana jest w wiedeńskiej Stadt- und Landesbibliothek i w Österreichische Nationalbibliothek.
Na jego cześć nazwano w Wiedniu ulicę (Wenzel-Messenhauser-Gasse). Poświęcono mu biografie i dramaty.

## Dzieła
- Demosthenes: ein Trauerspiel in vier Acten. A. Strauss's sel. Witwe, 1841
- Sieben Uhr (1843)
- Die modernen Argonauten. Wien, 1844
- In Wien. Wien, 1845
- Wildniss und Parkett. Wien, 1847
- Die Polengräber. Leipzig 1848. (jako Wenzeslaw March)
- Erzählungen des österreichischen Hausfreundes (1848)
- Staatsbürgerlicher Rechtschatz. Tendler, 1848
- Jak i gdzie Rossya jest straszną. Wolno przełożył Stanisław Mamot. Kraków, 1848
- Ernste Geschichten (1849)
- Der Rathsherr: ein nationaler Roman. Adolph Wienbrack, 1849
- Gold wiegt schwer: Trauerspiel in fünf Aufzügen. Wien, 1849